# 국제경영개발원

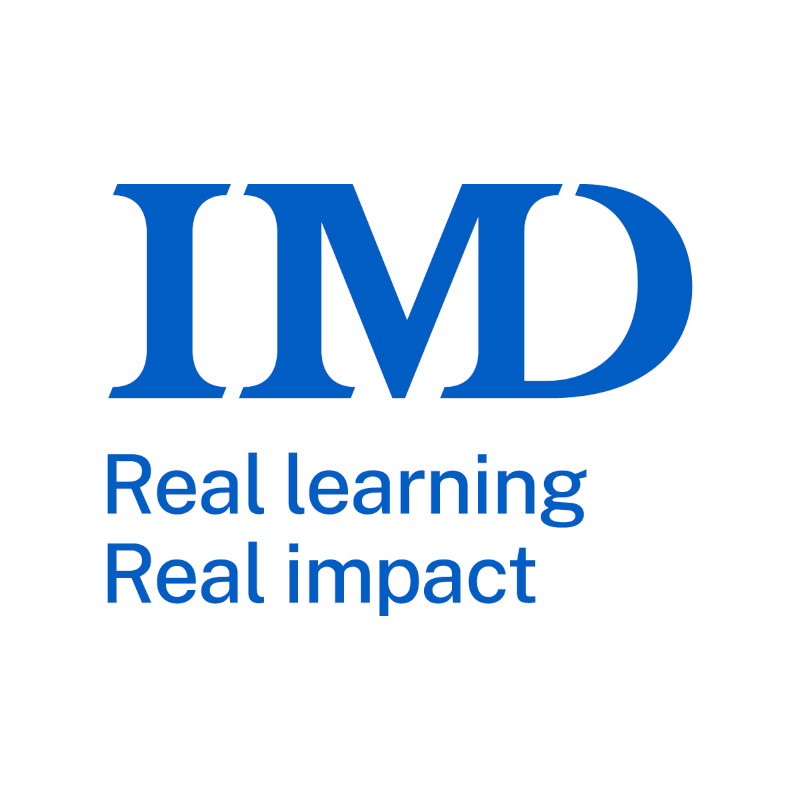
로고

국제경영개발원(International Institute for Management Development, IMD)은 스위스 로잔에 위치한 비영리 실무학교이다. 상설 부속 기관인 세계경제포럼(WEF)을 통해 지난 1980년부터 해마다 세계 각국의 국가 경쟁력을 종합 평가해 순위를 매기고 있다.